# Aeroporto di Tobruch
L'aeroporto internazionale di Tobruk (IATA: TOB, ICAO: HLTQ) è un aeroporto che serve la città portuale mediterranea di Tobruk, in Libia. L'aeroporto si trova a 23 chilometri (14 miglia) a sud di Tobruk nei pressi di El-Adem.
L'aeroporto è hub per le compagnie aeree Air Libya, Buraq Air oltre che per la compagnia di bandiera Libyan Airways.

## Storia
L'aeroporto era precedentemente chiamato Aeroporto Gamal Abdel Nasser, dal nome del presidente dell'ex Repubblica Araba Unita. L'aeroporto è stato ufficialmente inaugurato come Aeroporto Internazionale di Tobruk il 29 aprile 2013.
L'aeroporto opera voli nazionali per Bengasi e Tripoli.

## Contesto storico
Nell'ambito della Campagna di Libia (1913-1921) la 104ª Squadriglia dotata di Farman 14 nel maggio 1917 crea una Sezione di 3 Farman 14 del Corpo Aeronautico italiano che diventa Squadriglia di Tripoli.
Nel dicembre 1918 è inquadrata come squadriglia Mista Farman di Bengasi con una sezione a Tobruch rimanendo anche nel dopoguerra per il presidio e la riconquista della colonia. Nel 1930 era sede della 37ª Squadriglia IMAM Ro.1 dell'Aviazione della Cirenaica della Regia Aeronautica.
Al 10 giugno 1940 era sede della 14ª Brigata Aerea Rex con l'8º Gruppo Caccia ed il 10º Gruppo Autonomo Caccia.
Nel giugno 1940 la 159ª Squadriglia del 50º Stormo venne spostata sull'aeroporto T.2 (Tobruk). Alla fine di giugno 1940 lo Stormo venne schierato sul fronte egiziano con il Comando ed il 12º Gruppo (o 12º Gruppo caccia) al T.2. Da luglio a settembre 1940 anche il 16º Gruppo (ex XVI Gruppo) si riunisce al Campo T.2 bis.
Nel luglio 1940 vi aveva sede anche il 9º Gruppo Caccia.